# Каркассон (игра)
Каркассон (нем. Carcassonne) — настольная стратегическая игра на выставление рабочих немецкого стиля. Разработана Клаусом-Юргеном Вреде (нем. Klaus-Jürgen Wrede) в 2000 году, впервые издана компанией Hans im Glück в Германии. В 2001 году была удостоена награды «Игра года» в Германии (нем. Spiel des Jahres). В настоящее время Каркассон выпускается многими мировыми издателями настольных игр, и, на 2018 год, в мире продано более 10 миллионов экземпляров игры (включая дополнения).
В 2014 году игра претерпела редизайн. Перезапуск игры состоялся в декабре 2014: тогда в продажу поступила англоязычная версия новой редакции «Каркассона». Игра осталась прежней, но обзавелась новым оформлением: над обложкой в этот раз поработал Крис Куилльямс (Chris Quilliams), а над квадратами земель — Анна Пецке (Anne Pätzke). Чтобы новая редакция игры осталась совместимой со всеми выпущенными ранее дополнениями, рубашку квадратов оставили прежней. К базовым компонентам в коробку доложили мини-дополнения River («Река») и The Abbot («Аббат»).
Игра заключается в пошаговом собирании игрового поля (тайлов) и размещении на нём фишек своих подданных (миплов). В зависимости от того, на какую местность поставлена фишка, она становится рыцарем, крестьянином, монахом или разбойником.

## Правила

### Создание поля
В начале игры на поле выкладывается «стартовый квадрат». В фирменной версии он отличается от прочих другой расцветкой рубашки. Стартовый квадрат содержит все возможные элементы местности, что исключает проблему нестыковки квадратов. После этого игроки определяют очерёдность хода и начинают выкладывать игровое поле. Квадраты можно ставить только так, чтобы они касались рядом стоящих квадратов. Причём местность на них должна состыковываться (дороги с дорогами, города с городами, поля с полями).

### Фишки подданных

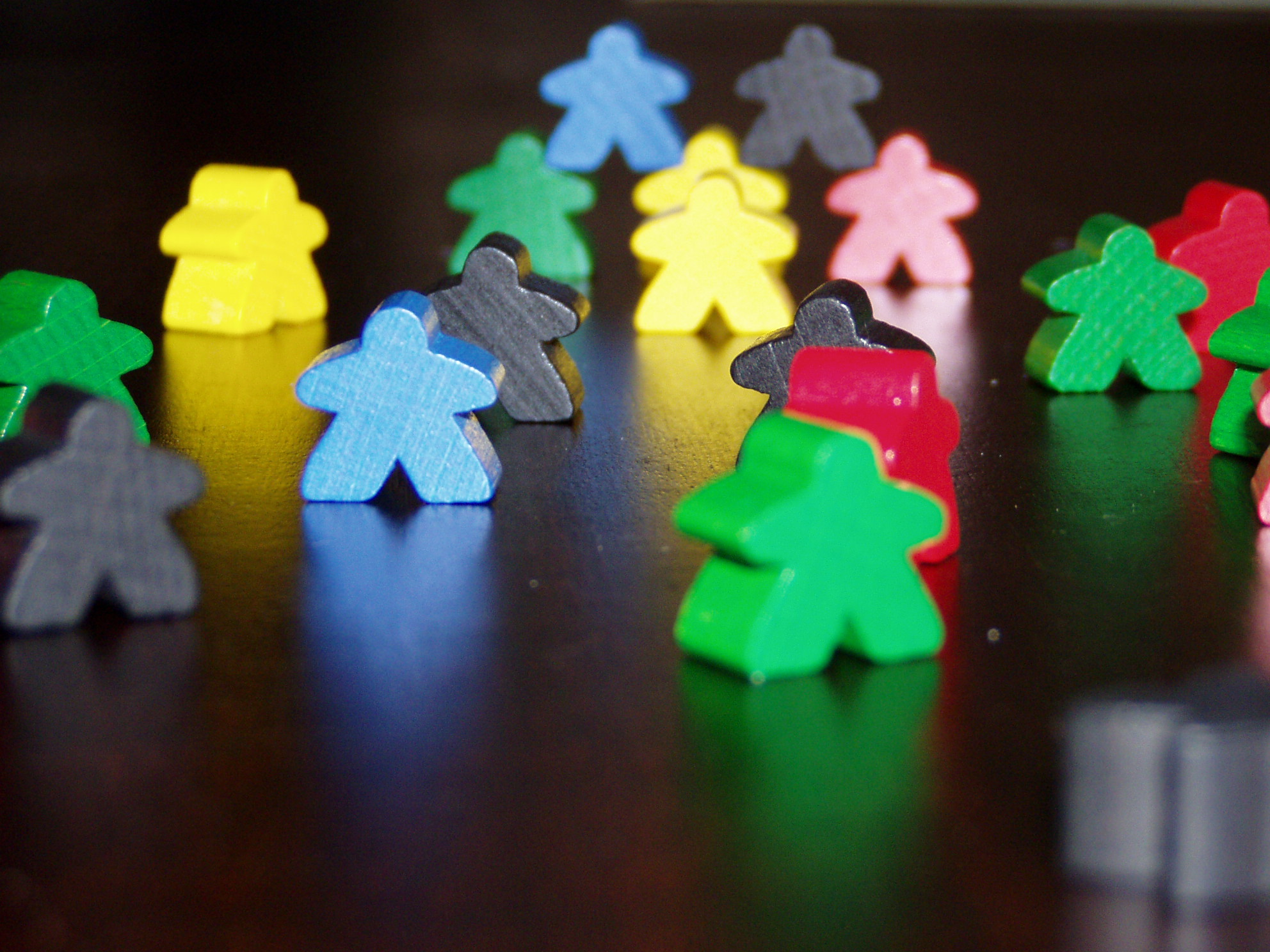
Фишки

Каждый игрок располагает 8 фишками подданных (одна из них используется для подсчёта очков). После того, как игрок выставил очередной «квадрат» поля, он может выставить одного своего подданного на этот квадрат. При этом игрок не может ставить фигурку на объект (город, дорогу или поле), уже занятый другим игроком. Но в процессе игры объекты могут объединиться в единое целое. Фигурки возвращаются к игроку после того, как их объект закончен. Соответственно фишка может принести очки несколько раз за игру. Исключение составляют крестьяне — они остаются на поле до конца игры.

### Очки победы
Выставленные на поле фишки приносят очки, как только объект, который они занимают, закончен. То есть, как только дорога дошла до какого-то конца, город полностью окружён стенами, а монастырь — полностью окружён любыми квадратами. Недостроенные объекты приносят очки в конце игры, однако в некоторых случаях меньше, чем достроенные.

### Конец игры
Игра заканчивается, как только заканчиваются все невыставленные на поле квадраты. После этого выполняется подсчёт очков для оставшихся на поле фишек. Выигрывает игрок, набравший больше всего очков.

## Комплектация игры
- 72 квадрата участков земли;
- 40 фишек пяти цветов;
- Поле шкалы подсчёта очков;
- Правила игры.

## Варианты игры

Игра «Каркассон. Новые земли»

### Независимые игры (Спин-офф)
Клаус-Юрген Вреде создал множество самостоятельных игр со схожей игровой механикой, большая часть из них изданы в России:
- «Каркассон. Охотники и собиратели» (англ. Carcassonne: Hunters and Gatherers, 2002)

Сохранена механика базовой версии и внесены новые усложняющие элементы. В данной версии вместо дорог — реки с озёрами, вместо городов — леса. Дополнительные очки приносят рыбы в озёрах и дополнительные тайлы — самородки в лесах. В целом, «Охотники и Собиратели» более сложный вариант игры по сравнению с базовой, и она меньше подходит для детей.
- «Каркассон. Крепость» (англ. Carcassonne: The Castle, 2003)

Специальный вариант игры рассчитанный на двух игроков. Игровое поле ограничено крепостной стеной, которая собирается из фрагментов и одновременно служит счётной дорожкой очков. На угловых башнях стены случайно раскладываются специальные жетоны, дающие обладателю дополнительные возможности. В отличие от базовой версии, за незавершённые элементы очки не даются. Впервые появляются фишки цитаделей, для подсчёта очков за самый большой построенный дом.
- «Каркассон. Новые земли» (англ. Carcassonne: The Discovery, 2007)

В данной версии очень много отличий от базовой механики: в распоряжении игрока имеется гораздо меньше подданных, и они не снимаются по факту завершения строительства, более сложные правила подсчёта очков с массой нюансов. Кроме того уменьшается масштаб карты строительства — перед нами горы и моря, а города выглядят лишь точками на карте.
- The Ark of the Covenant (2003)
- «Каркассон. Город» (Carcassonne — The City, 2004)

Самый красивый вариант игры. Каждое издание игры содержит деревянные элементы городской стены. Сам процесс игры разбивается на три этапа, где, начиная со второго, можно строить стены города и размещать стражников.
- Travel Carcassonne (походное издание базовой игры, 2007)
- «Дети Каркассона» (англ. The Kids of Carcassonne, 2009) — детский вариант игры

Упрощённые правила и игра более напоминает двухмерное домино. Основным строительным элементом являются улицы. Комплект игры содержит 36 тайлов, за счёт этого партия обычно укладывается в 30 минут.
- «Каркассон. Амазонка» (англ. Carcassonne: Amazonas, 2016)

Новая игра в линейке Каркассон. На этот раз отважным миплам предстоит отправиться на Амазонку. Игроки получают очки за открытие новых животных, а также за посещение новых деревень. А тот, кто достигнет конца реки — получит бонус.

### Расширения базовой игры «Каркассон 1.0» (до редизайна 2014 г.)
Дополнения ниже подходят для базового Каркассона, до редизайна 2014 года.
- The River (2001)[2] — мини-дополнение
- Carcassonne: Expansion 1 — Inns & Cathedrals (2002)[3] — «Таверны и соборы»

Содержит комплект фишек для шестого игрока. Состав игры: 18 квадратов местности, 8 подданных серого цвета, 6 крупных подданных разных цветов, 6 жетонов для подсчёта очков. Издан в России, в комплекте «Каркассон. Предместья и обитатели».
- Carcassonne: Expansion 2 — Traders & Builders (2003)[5] — «Купцы и строители»

Состав игры: 24 квадрата местности, 20 жетонов товаров, 6 свиней разных цветов, 6 строителей разных цветов. Издан в России, в комплекте «Каркассон. Предместья и обитатели».
- King & Scout (2003)[6] — «Король и разведчик» — мини-дополнение (Scout является расширением независимой игры «Каркассон. Охотники и собиратели»)

Этот комплект состоит из двух отдельных расширений. Содержит 7 тайлов для базовой игры «Каркассон» (короля) и 5 тайлов для независимой игры «Каркассон. Охотники и собиратели» (разведчик). 7 тайлов из короля, половина этого дополнения, также доступны в расширении «Carcassonne: Expansion 6 — Count, King & Robber». Издан в России, в комплекте «Каркассон. Предместья и обитатели».
- The Siege (2004)[7] — мини-дополнение
- The Count of Carcassonne (2004)[8] — мини-дополнение

Состав игры: 1 граф, 1 планшет Каркассона. Издан в России, в комплекте «Каркассон. Дворяне и башни».
- Carcassonne: Expansion 3 — The Princess & The Dragon (2005)[10] — «Принцесса и дракон»

Состав игры: 30 квадратов местности, 1 фея, 1 дракон. Издан в России, в комплекте «Каркассон. Дворяне и башни».
- The River II (2005)[11] — мини-дополнение

Состав игры: 12 квадратов реки. Издан в России, в комплекте «Каркассон. Дворяне и башни».
- The Mini Expansion (2006)[12] — мини-дополнение
- Carcassonne: Expansion 4 — The Tower (2006)[13] — «Башня»

Состав игры: 18 квадратов местности, 30 ярусов башен, 1 картонная башня. Издан в России, в комплекте «Каркассон. Дворяне и башни».
- Carcassonne: Expansion 5 — Abbey & Mayor (2007)[14] — «Аббат и мэр»

Состав игры: 12 квадратов местности, 6 квадратов аббатств, 6 мэров разных цветов, 6 амбаров разных цветов, 6 повозок разных цветов. Издан в России, в комплекте «Каркассон. Предместья и обитатели».
- Carcassonne: Expansion 6 — Count, King & Robber (2007)[15] — «Граф, король и грабитель»
  - Сборник объединяет в себе несколько дополнений:
    - King & Scout (2003)
    - The Count of Carcassonne (2004)
    - The River II (2005)
    - The Cult (2008) — впервые представлено в этом сборнике
- The Cult (2008)[16] — «Культ» — мини-дополнение

Состав игры: 5 квадратов местности. Издан в России, в комплекте «Каркассон. Дворяне и башни».
- Carcassonne: Expansion 7 — The Catapult (2008)[17]
- Carcassonne: Wheel of Fortune (2009)[18] — «Колесо Фортуны»

Альтернативная версия базовой игры. Может заменять обычный «Каркассон» в игре с дополнениями. Состав игры: 72 квадрата местности, 40 подданных (8×5 цветов), 1 розовая свинья, Дорожка подсчёта очков, Планшет Колеса Фортуны. Издан в России, в комплекте «Каркассон. Колесо фортуны».
- Tunnel (2009)[20] — мини-дополнение
- Carcassonne: Expansion 8 — Bridges, Castles and Bazaars (2010)[21] — «Мосты, замки и базары»

Состав игры: 12 квадратов местности, 12 мостов, 12 жетонов замков. Издан в России, в комплекте «Каркассон. Колесо фортуны».
- Crop Circles (2010)[22] — мини-дополнение

Состав игры: 6 квадратов местности. Издан в России, в комплекте «Каркассон. Дворяне и башни».
- The Plague (2010)[23] — мини-дополнение
- La Porxada (2010)[24] — мини-дополнение
- The Festival (2011)[25] — мини-дополнение
- The Phantom (2011)[26] — мини-дополнение
- The School (2011)[27] — мини-дополнение
- Carcassonne Minis (2012) — сборник мини-дополнений. Издан в России, в комплекте «Каркассон. Наука и магия»[28]
  - The Flying Machines (2012)[29] — «Летательные аппараты» — мини-дополнение. Состав игры: 8 квадратов местности, 1 особый кубик
  - The Messengers (2012)[30] — «Гонцы» — мини-дополнение. Состав игры: 8 квадратов посланий, 6 фишек гонцов
  - The Ferries (2012)[31] — «Паромы» — мини-дополнение. Состав игры: 8 квадратов местности, 8 фишек паромов
  - The Gold Mines (2012)[32] — «Золотые рудники» — мини-дополнение. Состав игры: 8 квадратов местности, 16 фишек золотых слитков
  - Mage & Witch (2012)[33] — «Маг и ведьма» — мини-дополнение. Состав игры: 8 квадратов местности, 1 фишка мага и 1 фишка ведьмы
  - The Robbers (2012)[34] — «Грабители» — мини-дополнение. Состав игры: 8 квадратов местности, 6 фишек грабителей
- Corn Circles II (2012)[35] — «Круги на полях» — мини-дополнение

Состав игры: 6 квадратов местности. Издан в России, в комплекте «Каркассон. Наука и магия».
- Die Windrosen (2012)[36] — мини-дополнение
- Little Buildings (2012)[37] — мини-дополнение
- Hero at the Crossroads & Baba Yaga (2012)[38] — мини-дополнение
- The Siege II (2013)[39] — мини-дополнение
- Carcassonne: Expansion 9 — Hills & Sheep (2014)[40] — «Холмы и овцы»
- Klöster in Deutschland (2014)[41] — мини-дополнение
- Der Osterhase (2014)[42] — мини-дополнение
- Darmstadt (2014)[43] — мини-дополнение
- Halb so wild (2014)[44] — мини-дополнение
- Halb so wild II (2014)[45] — мини-дополнение
- Burgen in Deutschland (2015)[46] — мини-дополнение
- Die Stadttore (2015)[47] — мини-дополнение
- Das Labyrinth (2016)[48] — мини-дополнение
- German Cathedrals (2016)[49] — мини-дополнение
- Solovei Razboynik and Vodyanoy (2016)[50] — мини-дополнение
- Die Wahrsagerin (2016)[51] — мини-дополнение

### Расширения базовой игры «Каркассон 2.0» (после редизайна 2014 г.)
Дополнения ниже подходят для новой версии Каркассона. После редизайна 2014 года.
Издание включает в себя 2 расширения — The River и The Abbot.
- Bonusplättchen Spiel 2014 (2014)[52] — мини-дополнение
- CutCassonne (2014)[53] — мини-дополнение
- Carcassonne: Expansion 1 — Inns & Cathedrals (2002)(2015 — New Edition)[3] — «Таверны и соборы»
- Carcassonne: Expansion 2 — Traders & Builders (2003)(2015 — New Edition)[5] — «Купцы и строители»
- Bonusplättchen Spiel 2015 (2015)[54] — мини-дополнение
- Carcassonne: Expansion 3 — The Princess & The Dragon (2005)(2016 — New Edition)[10] — «Принцесса и дракон»
- Carcassonne: Expansion 4 — The Tower (2006)(2016 — New Edition)[13] — «Башня»
- Carcassonne: Expansion 5 — Abbey & Mayor (2007)(2016 — New Edition)[14] — «Аббат и мэр»
- Das Labyrinth (2016)[48] — мини-дополнение
- Watchtowers (2016)[55] — мини-дополнение
- Bonusplättchen Spiel 2016 (2016)[56] — мини-дополнение
- Carcassonne: Expansion 6 — Count, King & Robber (2007)(2017 — New Edition)[15] — «Граф, король и грабитель»
- Carcassonne: Expansion 8 — Bridges, Castles and Bazaars (2010)(2017 — New Edition)[21] — «Мосты, замки и базары»
- The Festival (2011)(2017 — New Edition)[25] — мини-дополнение
- Die Märkte zu Leipzig (2017)[57] — мини-дополнение

Дополнительно содержит расширение для «Каркассон. Амазонка».
- Bonusplättchen Spiel 2017 (2017)[57] — мини-дополнение
- Carcassonne: Expansion 10 — Under the Big Top (2017)[58]
- Carcassonne: Expansion 9 — Hills & Sheep (2014)(2018 — New Edition)[40]
- The Fruit-Bearing Trees (2018)[59] — мини-дополнение
- The Barber-Surgeons (2018)[60] — мини-дополнение
- Spiel Doch Mini Expansion (2018)[61] — мини-дополнение

Дополнительно содержит расширение для «Каркассон. Сафари».
- Bonusplättchen Spiel 2018 (2018)[62] — мини-дополнение
- The Tollkeepers (2019)[63] — мини-дополнение
- Bonusplättchen Spiel 2019 (2019)[64] — мини-дополнение

### Расширения «Охотников и собирателей»
- King & Scout (2003)[6] (King является расширением базовой игры «Каркассон»)

Этот комплект состоит из двух отдельных расширений. Содержит 7 квадратов местности для базовой игры «Каркассон» (короля) и 5 квадратов местности для «Каркассон. Охотники и собиратели» (разведчик). 7 фишек из короля, половина этого дополнения, также доступны в расширении «Carcassonne: Expansion 6 — Count, King & Robber». Издан в России, в комплекте «Каркассон. Предместья и обитатели».

## Турниры по игре Каркассон

### Чемпионаты России
Чемпионат России по игре Каркассон проводятся издателем игры в России, Hobby World. В 2013 и 2016 году проводились открытые турниры с региональными отборами по всей России, а также в городах Казахстана, Беларуси и Украины.
| Год  | Чемпион России                       | 2 место                               | 3 место                              |
| ---- | ------------------------------------ | ------------------------------------- | ------------------------------------ |
| 2013 | Константин Русанов, г. Казань        | Светлана Першина, г. Великий Новгород | Баттал Алботов, г. Калининград       |
| 2014 | Филипп Смирнов, г. Москва            | Кирилл Бегун, г. Москва               | Владимир Ковалев, г. Санкт-Петербург |
| 2016 | Владимир Ковалев, г. Санкт-Петербург | Илья Ступин, г. Орёл                  | Александр Власов, г. Липецк          |
| 2017 | Владимир Чендев, г. Москва           | Владимир Ковалев, г. Санкт-Петербург  | Артур Контрабаев, г. Москва          |
| 2019 | Владимир Ковалев, г. Санкт-Петербург | Константин Бутин, г. Москва           | Илья Ступин, г. Орёл                 |

### Чемпионаты мира
Чемпионаты мира проводятся ежегодно, начиная с 2006 года. Традиционно чемпионаты проводятся в рамках выставки SPIEL в городе Эссен. В чемпионате могут принять участие победители национальных турниров. В 2020 году турнир не проводился в связи с пандемией COVID-2019, В 2021 году на турнире впервые приняли участие по два представителя от стран.
| Год  | Чемпион мира            | 2 место                 | 3 место           | 4 место             | Количество участников |
| ---- | ----------------------- | ----------------------- | ----------------- | ------------------- | --------------------- |
| 2006 | Ralph Querfurth         | Michael Wischounig      | David Korejtko    | David Erdos         | 16                    |
| 2007 | Sebastian Trunz         | Chen Wei-Chi            | Janne Jaula       | Henrik Fürstenberg  | 20                    |
| 2008 | Ralph Querfurth         | Martin Mojžiš           | Sebastian Trunz   | Stefan Leopoldseder | 20                    |
| 2009 | Ralph Querfurth         | Daniel Geromboux        | Matej Tabak       | Petri Savola        | 20                    |
| 2010 | Ralph Querfurth         | Martin Mojžiš           | Matej Tabak       | Randy Dreger        | 22                    |
| 2011 | Els Bulten              | Shinnosuke Komukai      | Robert Mützner    | Martin Moijzis      | 24                    |
| 2012 | Martin Mojžiš           | Stefan Leopoldseder     | Matej Tabak       | Els Bulten          | 26                    |
| 2013 | Pantelis Litsardopoulos | Martin Mojžiš           | Aleksejs Peguševs | Maciej Śmieszek     | 36                    |
| 2014 | Takafumi Mochizuki      | Pantelis Litsardopoulos | Matej Tabak       | Ricardo Gomes       | 34                    |
| 2015 | Pantelis Litsardopoulos | Takafumi Mochizuki      | Els Bulten        | Humberto Fukuda     | 32                    |
| 2016 | Vladimir Kovalev        | Pantelis Litsardopoulos | Vannes Vansina    | Matej Tabak         | 36                    |
| 2017 | Tomasz Preuss           | Pantelis Litsardopoulos | Davide Sandrin    | Matej Tabak         | 38                    |
| 2018 | Genro Fujimoto          | Marian Curcan           | Kolja Stratmann   | Tomasz Preuss       | 34                    |
| 2019 | Marian Curcan           | Ying Chien Chien        | Timofei Gretsenko | Paolo Ballabeni     | 36                    |
| 2021 | Maciej Polak            | Melvin Quaresma         | Tomasz Preuss     | Nuno Torres         | 42                    |

### Командные онлайн-чемпионаты
Начиная с 2020 года организация сarcassonne.сat начала проводить онлайн-турниры по игре Каркассон среди сборных команд. Начиная со второго командного чемпионата мира, турниры признаны официальными издателем Каркассона Hans Im Gluck и проходят при поддержке издателя. Помимо чемпионатов мира, carcassonne.cat организуют командные чемпионаты Европы (ETCOC). Аналог европейского континентального турнира для Северной и Южной Америки (Copa America) проводит организация Carcassonne Brasil.

#### WTCOC
| Year | World Champion | 2nd    | 3rd     | 4th       | Participating teams |
| ---- | -------------- | ------ | ------- | --------- | ------------------- |
| 2020 | Japan          | Russia | Germany | Romania   | 21                  |
| 2021 | Japan          | Russia | Romania | Catalonia | 29                  |

#### ETCOC
| Year | European Champion | 2nd     | 3rd     | 4th            | Participating teams |
| ---- | ----------------- | ------- | ------- | -------------- | ------------------- |
| 2020 | Germany           | Russia  | Ukraine | United Kingdom | 14                  |
| 2021 | Russia            | Ukraine | Latvia  | Romania        | 22                  |

#### Copa America
| Year | American Champion | 2nd | 3rd    | 4th      | Participating teams |
| ---- | ----------------- | --- | ------ | -------- | ------------------- |
| 2021 | Mexico            | USA | Brazil | Colombia | 7                   |

## Видеоигры
Для Windows компанией Snowball Studios были изданы три игры: Рыцари и купцы (2004), Carcassonne. Новое королевство (2006) и Carcassonne. Эпоха мамонтов. В 2007 году на Xbox 360 компанией Sierra Online была выпущена версия для XBLA. Также в 2010 году вышла версия игры для iOS-устройств. Есть версия для Android. Игра выходила для мобильной платформы Windows Phone.
| Наименование / Платформа                                        | Windows | Xbox360 | Nintendo DS | iOS  | Android | BlackBerry | Windows Phone | Switch |
| --------------------------------------------------------------- | ------- | ------- | ----------- | ---- | ------- | ---------- | ------------- | ------ |
| Carcassonne: Ritter, Räuber, Ränkeschmiede / Рыцари и купцы     | 2002    |         |             |      |         |            |               |        |
| Carcassonne: Die Erweiterungen / Carcassonne: Новое королевство | 2003    |         |             |      |         |            |               |        |
| Carcassonne: Jäger & Sammler / Carcassonne 2. Эпоха мамонтов    | 2004    |         |             |      |         |            |               |        |
| Carcassonne: König & Raubritter                                 | 2004    |         |             |      |         |            |               |        |
| Carcassonne                                                     |         | 2007    |             |      |         |            |               |        |
| Carcassonne                                                     |         |         | 2009        |      |         |            |               |        |
| Carcassonne                                                     |         |         |             | 2010 |         |            |               |        |
| Carcassonne                                                     |         |         |             |      | 2011    | 2011       | 2012          |        |
| Carcassonne — Tiles & Tactics                                   | 2017    |         |             |      | 2017    |            |               | 2018   |
| JCloisterZone (fan-made)                                        | 2009    |         |             |      |         |            |               |        |

## Основные издатели серии игрКаркассонв различных регионах мира
- Hans im Glück (2000-по наст. время) — Германия и многие страны Центральной Европы
- «Мир Хобби» (2002-по наст. время) — Россия и СНГ
- Rio Grande Games (2001—2012) — Великобритания и США
- Z-Man Games (2012-по наст. время) — Великобритания и США
- Devir (2001-по наст. время) — Испания, Португалия, Латинская Америка
- 999 Games (2002-по наст. время) — Нидерланды
- Brain Games (2004-по наст. время) — Прибалтика

## Награды
- 2001 немецкая премия «Игра года» (нем. Spiel des Jahres).
- 2004 чешская премия Hra Roku — номинация «Игра года»[72].